# Lepturges elegantulus
Lepturges elegantulus är en skalbaggsart som beskrevs av Bates 1863. Lepturges elegantulus ingår i släktet Lepturges och familjen långhorningar. Inga underarter finns listade i Catalogue of Life.